# David Keating
David Keating (1960) è un regista, sceneggiatore e produttore cinematografico irlandese.

## Filmografia

### Regista
- L'ultimo dei grandi re (1996)
- Where Do I Begin (1997) – documentario
- KM64: Birth of a Skatepark (2007) – documentario
- Wake Wood (2011)

Assistente alla regia
- Orwell 1984 (Nineteen Eighty-Four), regia di Michael Radford (1984)
- The End of the World Man, regia di Bill Miskelly (1986)
- Ho sognato d'essermi svegliato (I Dreamt I Woke Up), regia di John Boorman (1991) – cortometraggio

### Sceneggiatore
- Tir-na-nOg - è vietato portare cavalli in città (Into the West), regia di Mike Newell (1992)
- L'ultimo dei grandi re (1996)
- Where Do I Begin (1997) – documentario
- Wake Wood (2011)